# 荻野康児
荻野 康児（おぎの こうじ、1897年3月10日 - 1974年6月19日）は、昭和期の洋画家・水彩画家。神奈川県横浜市生まれ。

## 経歴
京都美術工芸学校で日本画を学ぶが中退し、20歳のとき上京。洋画に転向し、太平洋画会・川端画学校で油絵を研修する。
その後、水彩画をメインに活動を展開し、日本を代表する水彩画家の一人として活躍。
日本水彩画会・白日会・水彩連盟（創立者の一人）・二科会等の会員を経て、1955年（昭和30年）には同士と共に一陽会を結成。
1974年（昭和44年）、癌性腹膜炎のため東京都杉並区の自宅で死去。72歳。